# Колумбус-Серкл
Колу́мбус-Се́ркл, также Кола́мбус-Се́ркл (англ. Columbus Circle, площадь Колумба, площадь Колумбус-Серкл) — круговой перекрёсток в юго-западном углу манхэттенского Центрального парка на пересечении Бродвея и Восьмой авеню. Колумбус-Серкл появился на рубеже XIX и XX веков. Так же называются и кварталы, прилегающие по периметру к перекрёстку.
В центре перекрёстка разбита площадь, на которой высится мраморный памятник Колумбу. Он установлен на 21-метровой ростральной колонне с изображениями судов великого мореплавателя. Этот монумент, спроектированный итальянцем Гаэтано Руссо, был сооружён в 1892 году в рамках празднования 400-летия открытия Америки. Перекрёсток служит нулевым километром для Нью-Йорка.
Вокруг памятника вздымаются здания разных эпох, преимущественно современные, включая 229-метровый небоскрёб Тайм-Уорнер-Центра, в котором расположена штаб-квартира медиаконгломерата WarnerMedia.

## История

### Перекрёсток
Кольцевая развязка на пересечении Восьмой авеню, Бродвея и 59-й улицы была спроектирована в рамках концепции развития Центрального парка авторства Фредерика Лоу Олмстеда, предложенной им в 1857 году. Перекрёсток примыкает к Торговым воротам (англ. Merchant's Gate) — одним из восемнадцати главных ворот парка. Аналогичные развязки были запланированы в юго-восточном углу парка (ныне Гранд-Арми-Плаза), в северо-восточном углу (Дюк-Эллингтон-Серкл) и северо-западном углу (Фредерик-Дуглас-Серкл). Расчистка участка под перекрёсток началась в 1868 году:28. Спустя года была утверждён его окончательный проект. В 1892 году в центре круга был установлен памятник Колумбу:287.
Колумбус-Серкл изначально назывался просто Серкл:28. Своё нынешнее название развязка получила в 1892 году после установки памятника:287:124.

### Строительство метро
В 1901 году для строительства ветки метро компании IRT (ныне Линия Бродвея и Седьмой авеню) перекрёсток пришлось раскопать. Проходившие здесь трамвайные пути были установлены на временные деревянные сваи. В рамках строительства линии метро под кольцом была построена станция 59-я улица — Колумбус-Серкл:287. Во время строительства движение в районе кольца было настолько опасным, что Муниципальное художественное общество выступило с предложением по его перепроектировке. К февралю 1904 года строительство станции под кольцом было в целом завершено, и 27 октября 1904 года по линии были запущены поезда. При этом станция обслуживала только местные поезда; экспрессы же её объезжали. В 1957—1959 годах платформы станции были удлинены, что потребовало дополнительных земляных работ в районе Колумбус-Серкл.
Строительство дополнительной ветки метро — линии Восьмой авеню (IND) — началось в 1925 году. В районе Колумбус-Серкла работникам пришлось проявить осторожность, чтобы не повредить уже существующую линию IRT или сам перекрёсток. Памятник Колумбу был укреплен, а препятствия для движения транспорта были сведены к минимуму. Новая линия открылась в 1932 году; станция этой линии была сооружена под более старой станцией линии IRT. Новая объединённая станция стала единым транзитным узлом.

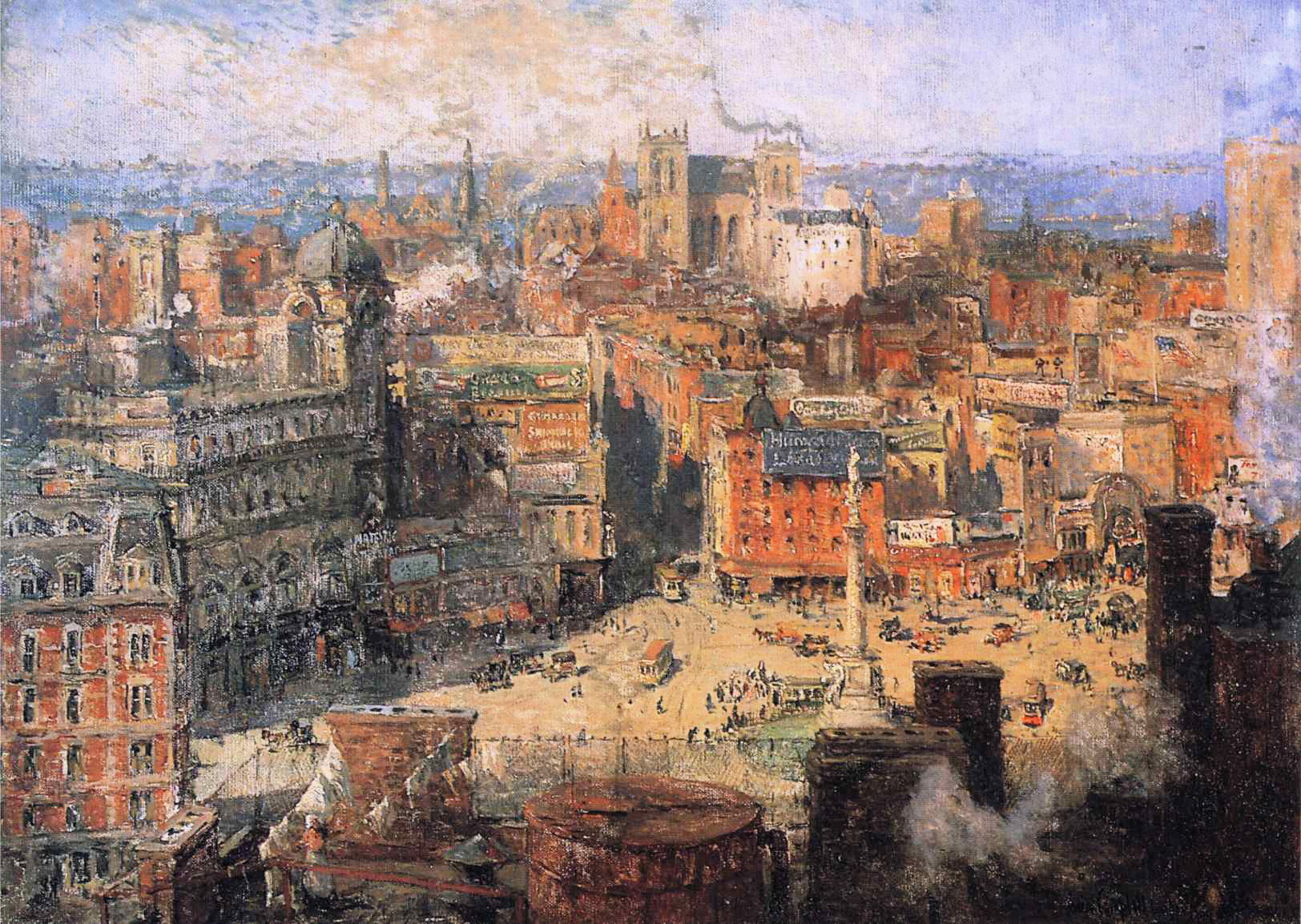
Коламбус-Серкл на одноимённой картине Колина Кэмпбелла Купера, 1909 год

### Проект схемы движения Уильяма Фелпса Ино
Автомобили, выезжающие на круговую развязку, двигались со значительной скоростью. Поэтому в ноябре 1904 года департамент полиции Нью-Йорка решил установить с внутренней стороны перекрёстка ряд плотно расположенных электрических фонарей.
Уильям Фелпс Ино — предприниматель, привнёсший множество новаторских решений в области безопасности дорожного движения — предложил новый план движения по перекрёстку. В своей книге 1920 года «Наука регулирования движения на автомагистрали» (англ. The Science of Highway Traffic Regulation) Ино писал, что в 1903 году департамент полиции Нью-Йорка обратился к нему с просьбой создать новую схему движения на Колумбус-Серкле, поскольку аварии на нём случались едва ли не ежедневно. Ино выдвинул предложение о том, чтобы автомобили придерживались правой стороны, двигаясь по кругу в одном направлении вместо двух. Его план был воплощён в 1905 году.
Впрочем, проект Ино в итоге не увенчался успехом. В заметке New York Times от июня 1929 года говорилось:

Христофор Колумб [памятник] находится в безопасности и безмятежности — но в этом на Серкле он одинок.Оригинальный текст (англ.)Christopher Columbus [monument] is safe and serene, but he's the only thing in the Circle that is.

В то время на круге имелось восемь точек въезда и выезда: на 59-й улице на запад и восток; на Бродвее на северо-запад и юго-восток; на Восьмой авеню на юг и север; наконец, на Центральном парке на северо-восток. Кроме того, трамвайные пути на последних трёх улицах пересекались с автомобильным и трамвайным движением на круге, создавая частые коллизии. Регулировщикам приходилось направлять движение 58 000 автомобилей, которые въезжали на Коламбус-Серкл каждые 12 часов. В ноябре 1929 года схема Ино была отменена, и движение по кругу стало возможным в обоих направлениях.

### Реорганизация в середине XX века
Двунаправленная схема движения, однако, не помогла устранить заторы. В 1941 году инженеры Департамента парков Нью-Йорка и офиса президента боро Манхэттен заключили предварительное соглашение о новой реконструкции Серкла. Согласно ему, вводились «локальные» и «экспресс-» полосы, разводившие движение внутри круга. Проект предполагал обустройство обсаженной деревьями площади в центре круга. На этой площади открывалось пешеходное движение в северном и южном направлениях. Также предполагался перенос выхода на Вест-драйв. Также демонтировались трамвайные пути на 59-й улице. Это имело решающее значение для реорганизации движения на круге, учитывая, что трамвайное движение по 59-й улице более не выполнялось.
Предложенная реорганизация получила широкое одобрение общества и городских властей. С другой стороны, Уильям Фелпс Ино выступал за возвращение к своему первоначальному плану от 1905 года. Однако проект Ино всё ещё имел недостатки, самый значительный из которых заключался в том, что движение по Бродвею в любом направлении перенаправлялось на Восьмую авеню или Уэст-Сентрал-парк.
Перепланировка круга была отложена из-за Второй мировой войны. Трамвайное движение на Колумбус-Серкле было прекращено в 1946 году; при этом заменившие их автобусные маршруты проходили по таким же запутанным линиям. Реорганизация Серкла началась в июне 1949 года. Работы по демонтажу рельсовых путей начались в августе. Первоначально проект сметной стоимостью 100 000 долларов должен был быть завершен к ноябрю 1949 года. Однако при его реализации возникли задержки из-за необходимости поддерживать транспортные потоки на круге. В конечном итоге проект был завершен в декабре того же года.

### Реновация в 1990—2000-х годах
К концу XX века Колумбус-Серкл получил репутацию одного самых неудобных крупных перекрестков города, поскольку внутренний круг использовался для парковки мотоциклов, а пешеходам было сложно пересечь весь перекрёсток. В 1979 году архитектурный критик Пол Голдбергер писал, что перекрёсток представляет собой «хаотическое нагромождение улиц, которые можно пересечь примерно 50 различными способами — и все они неправильные».
В 1987 году город заключил контракт с бюро Olin Partnership и Vollmer Associates на 20 миллионов долларов на создание нового проекта движения на круге. Реорганизация была выполнена в 1991—1992 годах к 500-летию прибытия Колумба в Америку:288. В 1998 году, после проведения исследования, была восстановлена схема кольцевого движения, при которой автомобили двигаются по кругу против часовой стрелки. Также предполагалось дальнейшее развитие центральной части перекрёстка, в том числе создание парка шириной 61 метр.
Проект полной реконструкции круга был завершен в 2001 году. Его реализация началась в 2003 и закончилась в 2005 году. В рамках реконструкции был построен фонтан с 99 струями, меняющими свой напор. За его создания отвечала компания Water Entertainment Technologies, ранее построившая фонтаны отеля-казино Белладжио. Также были установлены скамейки из дерева ипе, а вокруг памятника разбиты зелёные насаждения. Площадь внутреннего круга составила 3300 м2, а внешнего — 13 700 м2.
В 2006 году проект реконструкции был удостоен почётной награды Американского общества ландшафтных архитекторов. Также в 2007 году Колумбус-Серкл получил серебряную медаль премии Руди Брунера за усовершенствование городской среды.

## Памятник Колумбу
В центре Серкла установлен памятник Христофору Колумбу высотой 23 метра. Он состоит из 4-метровой мраморной статуи Колумба на вершине 8,5-метровой гранитной ростральной колонны, установленной, в свою очередь, на четырёхступенчатом гранитном постаменте. Памятник авторства итальянского скульптора Гаэтано Руссо был установлен в центре круга в 1892 году:287. Он внесен в Национальный реестр исторических мест.

## Окрестности
Пять улиц, расходящихся от круга, делят прилегающую территорию на пять отдельных районов.

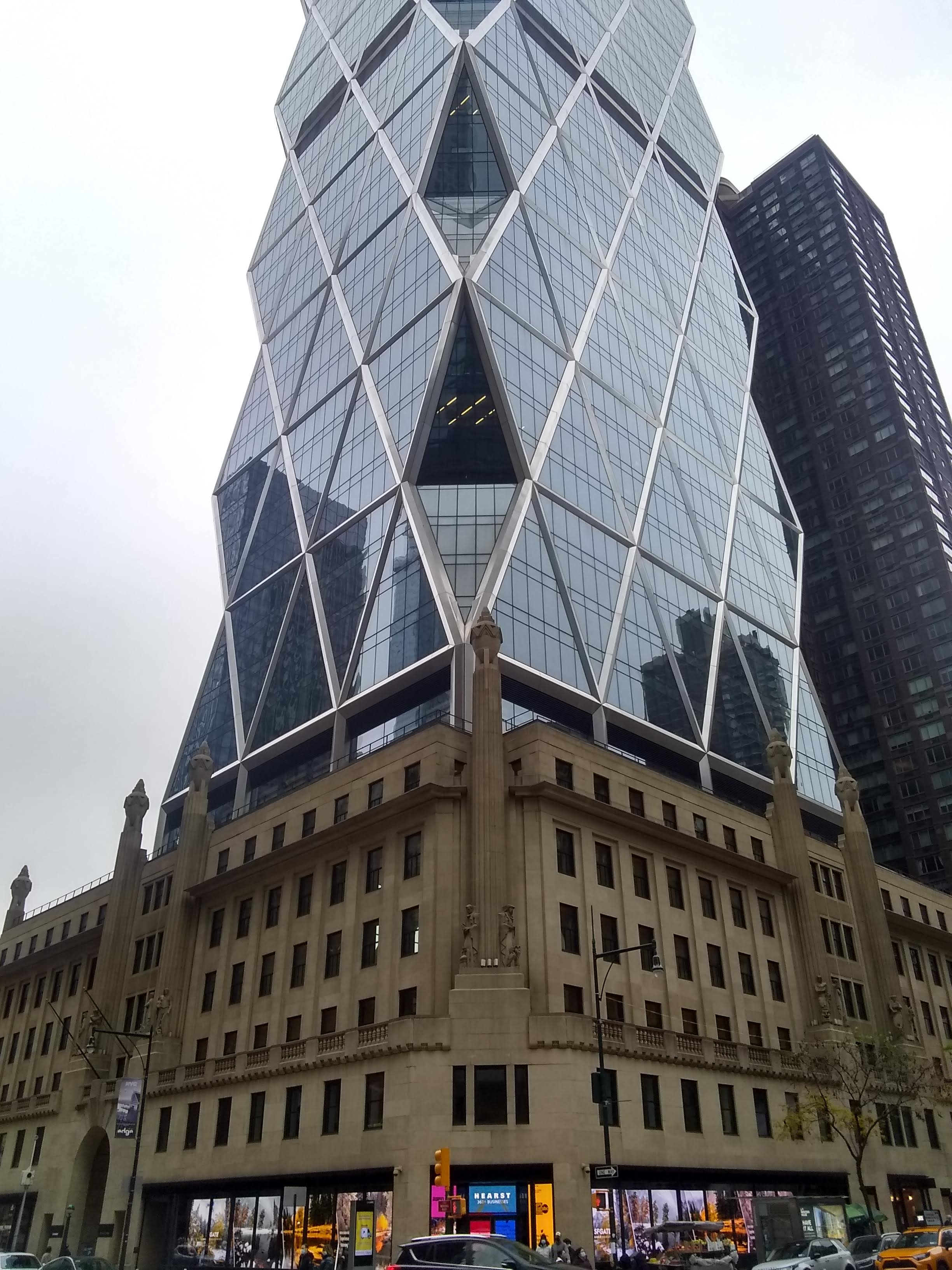
Здание издательства Hearst с надстроенным небоскрёбом Херст-тауэр

В начале XX века значительную роль в развитии района, прилегающего к Колумбус-Серклу, сыграл медиамагнат Уильям Рэндольф Херст. Он скупил здесь несколько участков, а в 1928 году на пересечении Восьмой авеню и 57-й улицы построил 6-этажное здание издательства журнала Hearst:3:619. Это место Херст выбрал из соображений, что привлекательность района как места со множеством развлечений вскоре вырастет:619. К концу 1920-х годов Херст выкупил большое количество земельных участков, чтобы создать общественное пространство «Херст-Плаза» недалеко от Колумбус-Серкла:4. Однако планам Херста не суждено было сбыться из-за наступившей вскоре Великой депрессии. Ныне здание издательства Hearst, над которым позже был надстроен небоскрёб Херст-тауэр является единственным наследием амбициозного проекта медиамагната:5:484–485.

### Запад
К западу от круга находится квартал, ограниченный Бродвеем, 60-й улицей, Девятой авеню, 58-й улицей и Восьмой авеню. Ранее этот квартал состоял из двух отдельных кварталов. С 1902 по 1954 год на месте южного квартала находился театр Маджестик.
По решению градостроителя Роберта Мозеса квартал на 59-й улице был снесён. На этом месте в 1954—1956 годах был возведён Нью-Йоркский Колизей. Этот строительный проектстал кульминацией усилий по ликвидации местных трущоб Сан-Хуан-Хилл. До постройки в 1980-х годах в районе Адская кухня Конференц-центра имени Джейкоба Джейвитса Колизей был основным местом проведения мероприятий в Нью-Йорке. К 1985 году появились планы по замене Колизея, и в 2000 году, после ряда отсрочек, он был снесён.
С 2003 года квартал полностью занят высотным комплексом Дойче-Банк-Сентер. Он представлен двумя 53-этажными башнями высотой 230 метров. В комплексе находится торговый пассаж Магазины на Коламбус-Серкл, концертный зал Джаз в Линкольн-центре, штаб-квартира студии CNN и отель Мандарин-Ориентал. В торговом пассаже представлены престижные рестораны, такие как Landmarc, Per Se и Masa.

### Север
Северная сторона района ограничена Бродвеем, улицей Уэст-Сентрал-парк и 61-й улицей. В 1911 году этот квартал выкупил Херст. Спустя три года, в 1914 году, здесь было построено трёхэтажное здание с расчётом на то, чтобы выдержать вес надстройки в виде 30-этажной башни. Последняя, впрочем, так и не была построена :3.
В 1970 году здесь было построено 44-этажный Галф-энд-Уэстерн-билдинг (англ. Gulf and Western Building), ставшее позже Международного отеля Трампа. В 1991 году конгломерат объявил о банкротстве, после чего здание выкупил Дональд Трамп. В 1994 году он объявил о своих планах превратить здание в отель смешанного назначения и кондоминиум. Реконструкция началась в 1995 и завершилась в 1997 году. Здание было разобрано до стального каркаса, а его фасад был перестроен. В ходе реконструкции снаружи башни была установлена стальная скульптура в виде Земного шара.

### Северо-восток
На северо-востоке находятся Торговые ворота Центрального парка, над которыми возвышается национальный памятник USS Maine. Он был спроектирован Гарольдом Ван Бюреном Манонайлом. Создателями композиции выступили Аттилио Пиччирилли, создавший основную скульптурную группу, и Чарльз Кек, выполнивший мемориальную надпись. Памятник из мрамора и позолоченной бронзы в стиле бозар был установлен в 1913 году на средства того же Херста. Он посвящён морякам, погибшим на борту линкора USS Maine, чья загадочная гибель в гавани Гаваны в 1898 году спровоцировала испано-американскую войну.

### Юг
В 1913 году в старом отеле Пабст-Гранд-Серкл (англ. Pabst Grand Circle) на южной стороне круга был основан профсоюз Актёрская ассоциация за справедливость.
В 1960 году по адресу Коламбус-Серкл, 2 было возведено здание в интернациональном стиле авторства архитектора Эдварда Дарелла Стоуна. В нём разместилась галерея современного искусства Хантингтона Хартфорда. В 2008 году здание было отреставрировано по проекту Брэда Клопфила, после чего здесь разместился Музей искусств и дизайна.

### Юго-восток
В квартале, граничащем с юго-восточной частью Серкла, находится несколько примечательных зданий.
Сентрал-Парк-Саут, 240 — многоквартирный жилой дом с балконами, расположенный непосредственно на юго-восточном углу круга, напротив вышеупомянутого музея. Построенный между 1939 и 1940 годами по проекту Альберта Майера и Джулиана Уиттлси, он является городской достопримечательностью и национальным историческим памятником. Комплекс состоит из 28 этажей и имеет, по разным оценкам, до 327 квартир. На крыше комплекса разбиты зелёные насаждения; изначально предполагалось, что здесь будут проживать те, кто предпочитает загородный образ жизни.
На Сентрал-Парк-Саут, сразу к востоку от дома 240, находится комплекс Гейнсборо-Студиос. Он был построен между 1907 и 1908 годами как кооперативное дом художников. В комплексе насчитывается 16 этажей и 34 студии, некоторые из которых двухэтажные. Фасаде здания украшен бюстом английского художника Томаса Гейнсборо, барельеф авторства Исидора Конти и росписью по плитке Генри Чепмена Мерсера. Комплекс обладает статусом городской достопримечательности.
К востоку от Сентрал-Парк-Саут, 240 и Гейнсборо-Студиос находится Сентрал-Парк-Саут, 220 — 70-этажный жилой небоскрёб 2019 года постройки, спроектированный бюро Robert A.M. Stern Architects и SLCE Architects. Жилая площадь в этом небоскрёбе — одна из самых дорогих за всю историю Нью-Йорка.
На 58-й улице, к востоку от Сентрал-Парк-Саут, 220, находятся две городские достопримечательности: конюшня Хелен Миллер Гулд и депо пожарного расчёта 23. Четырёхэтажная конюшня по адресу Западная 58-я улица, 213 была спроектирована бюро York & Sawyer в стиле французского ренессанса для филантропки Хелен Миллер Гулд :1–2. В 1950-х годах в здании расположился обувной магазин; с 1982 года здесь находится христианский центр:4. Здание имеет известняковое основание с большой входной аркой; его фасад на уровне второго и третьего этажей выполнен из известняка и кирпича :3–4.
Соседнее пожарное депо с номером дома 215 построено в стиле бозар :1. Оно было возведено в 1905—1906 годы :2. Здание похоже на соседнюю конюшню: у него также есть арочный въезд для пожарной машины, а фасад также выполнен из известняка и кирпича :4–5. В депо по-прежнему располагается действующий пожарный расчёт.

### Колумбус-Серкл 3, 4, 5 и 6
На южной стороне 58-й улицы находятся здания с номерами с 3 по 6.
Коламбус-Серкл, 5 — 87-метровая 20-этажная башня на юго-восточном углу Бродвея и 58-й улицы. Она была возведена в 1912 году как штаб-квартира компании U.S. Rubber. В начале XX века здание было частью местного «автомобильного ряда». В лобби находится часть флагманского магазина Nordstrom, простирающегося до небоскрёба Сентрал-Парк-Тауэр.

## Транспорт
Благодаря своему местоположению Колумбус-Серкл является одним из важнейших транспортных узлов в Манхэттене. Тут проходят автобусы M5, M7, M10 и M104. Под площадью находится пересадочный узел метро 59-я улица — Колумбус-Серкл с маршрутами 1, 2, A, B, C, D.